# پری (کانزاس)
پری (به انگلیسی: Perry) شهری در ایالت کانزاس کشور ایالات متحده آمریکا است که جمعیت آن در سرشماری سال ۲۰۱۰ میلادی، ۹۲۹ نفر بوده‌است.